# Nowy ja
Nowy ja – debiutancki album zespołu Masters wydany w 2008 roku w firmie fonograficznej Ryszard Music. Płyta zawiera 15 utworów w tym bonus w postaci teledysku "Żono moja". Do piosenek "Żono moja" i "Nowy ja" zostały nagrane teledyski.

## Lista utworów
1. "Teraz nie ma już nas"
2. "Czy to była miłość"
3. "Żono moja"
4. "Nowy ja"
5. "Już nie zakocham się"
6. "Dałaś mi"
7. "Zapamiętam oczy twe"
8. "Za twój uśmiech"
9. "Raz, dwa, trzy, cztery"
10. "Balujemy"
11. "Chodź pomaluj mój świat"
12. "Twój dotyk"
13. "Żono moja" (Summer mix)
14. "Dałaś mi" (Club mix)
15. "Balujemy" (Dance mix)
16. "Żono moja" (Bonus teledysk)